# Gemeentebelangen Loon op Zand
Gemeentebelangen Loon op Zand is een lokale politieke partij in de Nederlandse gemeente Loon op Zand. De partij is in 1961 opgericht door Jan Smulders onder de naam “Lijst Smulders”. Hij was diverse jaren wethouder namens deze partij. In 1982 is de naam veranderd naar Gemeentebelangen Loon op Zand.
Bij de gemeenteraadsverkiezingen in 2018 won de partij 6 van de 19 zetels in de gemeenteraad.
In december 2021 stapte wethouder Bruijniks van Gemeentebelangen op. Hij was met zijn partij in conflict was geraakt over de bouw van een nieuw dorpshuis. Hierdoor was hij ook niet langer de lijsttrekker van de partij bij de gemeenteraadsverkiezingen van 2022.